# Synagoge (Vrbové)

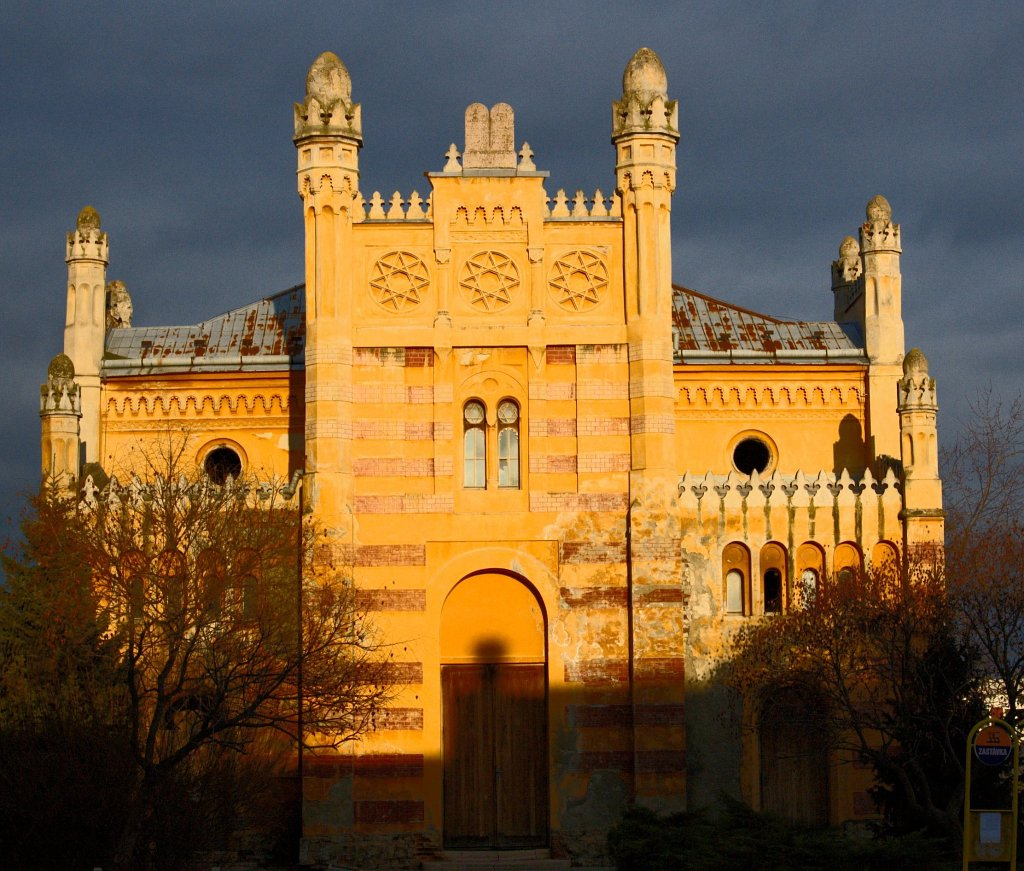
Synagoge in Vrbové

Die Synagoge in Vrbové, einer slowakischen Stadt im Bezirk Piešťany, wurde 1883 errichtet. Sie ist ein geschütztes Kulturdenkmal.

## Geschichte
Eine jüdische Gemeinde ist in Vrbové seit 1522 bekannt. Bei der Volkszählung 1880 waren 1303 der Befragten Juden, was einem Anteil von 28 % an der Gesamtbevölkerung entsprach.
Im Jahre 1883 wurde die Synagoge an der Beovského-Straße, der Hauptstraße der Stadt, erbaut.
In den späten 1980er Jahren beschloss die Stadtverwaltung eine Komplettrestaurierung des beschädigten Gebäudes, um es danach für kulturelle Zwecke zu Nutzen. Zunächst wurden zwei Fassaden renoviert.
Nach den politischen Änderungen 1989 wurde das Gebäude zur Hälfte den früheren Benutzern zurückgegeben, die es kurz nach dem Zweiten Weltkrieg besessen hatten. Dadurch kamen die Renovierungsarbeiten zu einem Stillstand.

## Architektur
Das Gebäude mit einer dreigeteilten Frontfassade ist im Maurischen Stil mit gelb-roten horizontalen Streifen errichtet. Minarettförmige Türmchen stehen an den Ecken, zwischen denen sich in der Mitte die Gesetzestafeln befinden. Als Verzierungen befinden sich darunter noch drei große achteckige Sterne. Fenster und Eingangstür sind im Rundbogenstil erbaut.
Im Inneren sind noch die Frauengalerien, die von gusseisernen Säulen gestützt werden, erhalten. Allerdings fehlt das Geländer, auch die anderen Inneneinrichtungen sind nicht mehr vorhanden. Die eindrucksvolle Deckengestaltung ist mit geometrischen und Blumenmotiven versehen.